# Convento de la Purísima Concepción (Valladolid)
El convento de la Purísima Concepción, también llamado Monasterio de la Purísima Concepción de Valladolid, junto con su iglesia y claustro es un conjunto conventual católico ubicado en la calle de San Ignacio con vuelta a la calle de la Concepción de la ciudad de Valladolid (España). Fue fundado por Juan de Figueroa y su esposa María Núñez de Toledo en el año 1521 y destinado a religiosas franciscanas. Su iglesia se define de estilo gótico muy sencillo.

## Fundadores y sus herederos
Fundaron el convento Juan de Figueroa, oidor de la Chancillería y regidor de Valladolid, y su esposa María Núñez de Toledo en el año 1521 destinado a religiosas de la orden de San Francisco. Para que pudieran comenzar la vida monacal sin más espera Juan de Figueroa les donó unas casas que tenía frente al palacio de Fabio Nelli en la calle conocida después como calle de San Ignacio.
El historiador de Valladolid Manuel Canesi da una relación muy detallada sobre este monasterio y su iglesia gracias a la información obtenida tras la lectura de lo que dejó escrito el franciscano fray Matías Alonso. Canesi cuenta que las casas de la fundación estaban frente a la calle del Puente Mayor que no es otra que la conocida como calle de Expósitos que tras llegar a la plaza de la Trinidad pierde este nombre y toma el antiguo de calle del Puente. Dice que las religiosas contaron con una dotación de 3 000 ducados al año más unas tierras de los alrededores de Valladolid, sotos, otras casas y otras propiedades. También les entregó su fundador las aceñas del término de Berrocal que estaban cerca del monasterio de los Santos Mártires Cosme y Damián (de la orden de los basilios) en el arrabal de La Overuela. Las religiosas habitaron en estas casas desde 1521 hasta 1528, fecha en que comenzaron las obras de los nuevos edificios.
A la muerte de los fundadores heredó el patronazgo su sobrino Fernando de Figueroa, caballero del Reino de Galicia. Casó en Valladolid con Isabel de Espinosa y Herrera. Dotaron el retablo dedicado a San Juan Bautista que muestra una inscripción sobre este hecho. Su hijo mayor, Juan de Figueroa, regidor de Valladolid, heredó el mayorazgo. Casó con Ana de Leyva, hija de Pedro Ladrón de Leyva, señor de Robladillo, de la jurisdicción de Valladolid. Su única hija y heredera fue Antonia de Figueroa y Leyva, casada con Sancho de Tovar y Sandoval, señor de Tierra de la Reina y Villa Martín.
Heredó su hijo mayor Juan de Tovar, caballero de la orden de Santiago y gentilhombre de la «Boca de su majestad» Felipe IV. El siguiente sucesor del patronato del convento fue su hijo Fernando de Tovar  y Enríquez de Castilla, I marqués de Valverde, que murió sin sucesión. Su esposa era Antonia Enríquez de Porres Quiñones y Tovar, señora de la villa de Rioseco y Tapia en el Reino de León. Le sucedió en el patronato y en dicho título Andrea María de Tebes Villamizar Tovar y Osorio, casada con el IV marqués de Villabenázar. En 1707 el convento estaba muy deteriorado y casi abandonado.
Todos estos herederos del patronato del convento siguieron cumpliendo las mismas condiciones del principio y siguieron gozando de los mismos privilegios: Conservar siempre el patronato transmisible a sus sucesores con derecho a introducir hasta trece religiosas sin dote. La mujer del patrono correspondiente podía entrar en la clausura hasta cuatro veces para visitar a la abadesa y demás religiosas. No se debía enterrar a nadie en el coro ni en el claustro sin permiso del patrono.

## El edificio

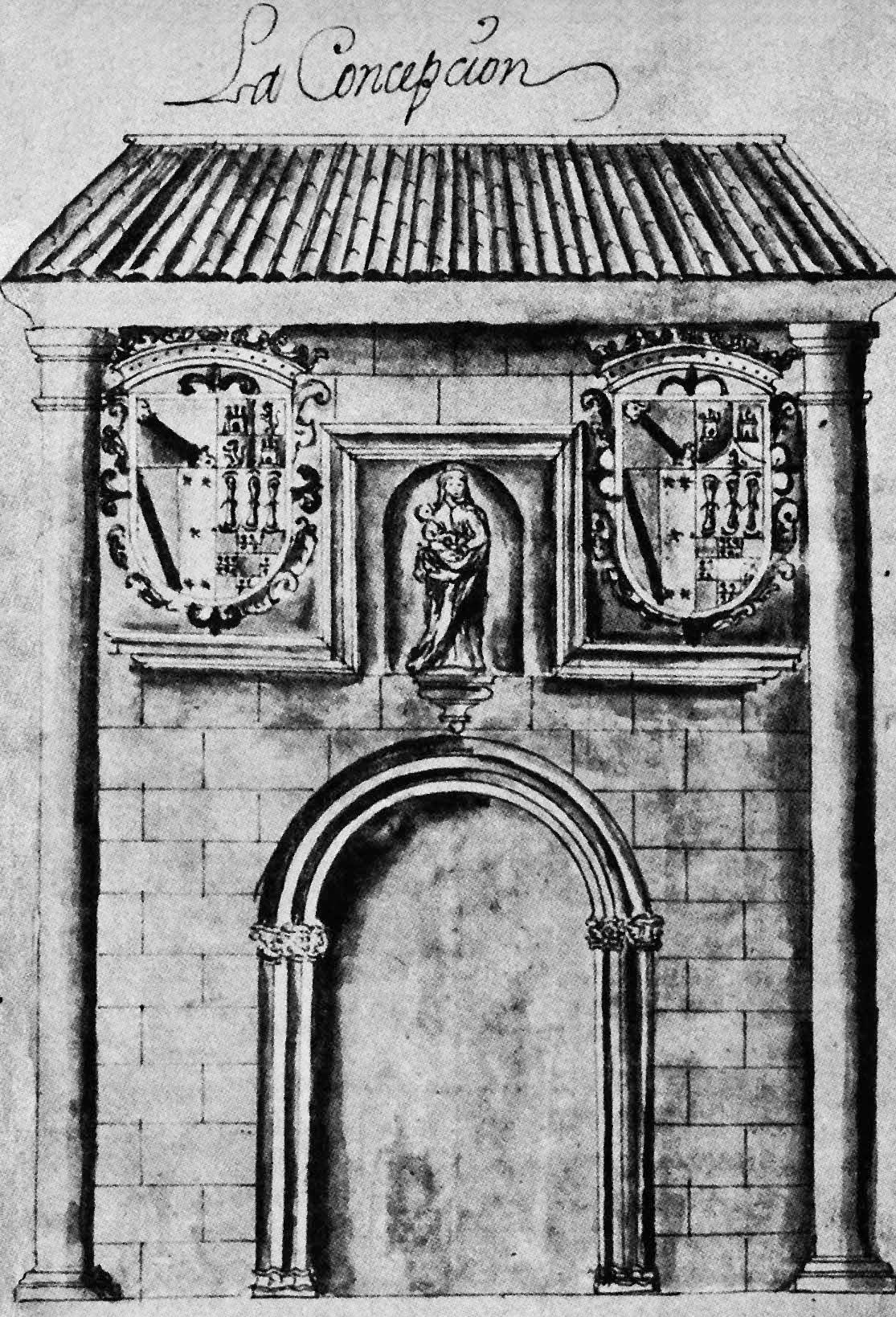
Dibujo de Ventura Pérez

El conjunto consta de iglesia, claustro (donde hay varias portadas que daban acceso a distintas capillas, al refectorio y a la sala capitular) y otras dependencias monacales. Desde el punto de vista arquitectónico lo importante es la fábrica de la iglesia. Está construida en piedra sillar de buena cantería. Tiene contrafuertes que llegan hasta la cornisa y un basamento en talud. La portada principal está en la fachada del oeste, casi frontera al Palacio de Fabio Nelli. Es de arco de medio punto moldurado que descansa sobre tres columnillas de delgados fustes que a su vez rematan con capiteles de características góticas. La portada, siguiendo una moda de la arquitectura del momento está delimitada por un alfiz en cuyo espacio central hay una hornacina vacía (solo conserva la ménsula o pedestal) que en tiempos pasados alojó una estatua de la Purísima Concepción.
A ambos lados quedan los rastros de dos escudos que sería imposible de identificar si no fuera por el dibujo que dejó Ventura Pérez en la Historia de Valladolid de Antolínez de Burgos. Hay una espadaña de tres huecos para campanas, a dos aguas (dos vertientes). La espadaña era un elemento tradicional en las iglesias de las órdenes mendicantes. Siguiendo el estudio del dibujo de Ventura Pérez pueden detectarse los blasones de los Tovar, Sandoval y Enríquez, pero faltan los de los fundadores, Figueroa. Ambos están rematados con corona lo que demuestra que hay un título de nobleza y que probablemente correspondan a los marqueses de Valverde que eran Figueroa y Tovar.

El interior de la iglesia tiene revestimiento de yeso pintado que imita a la sillería.

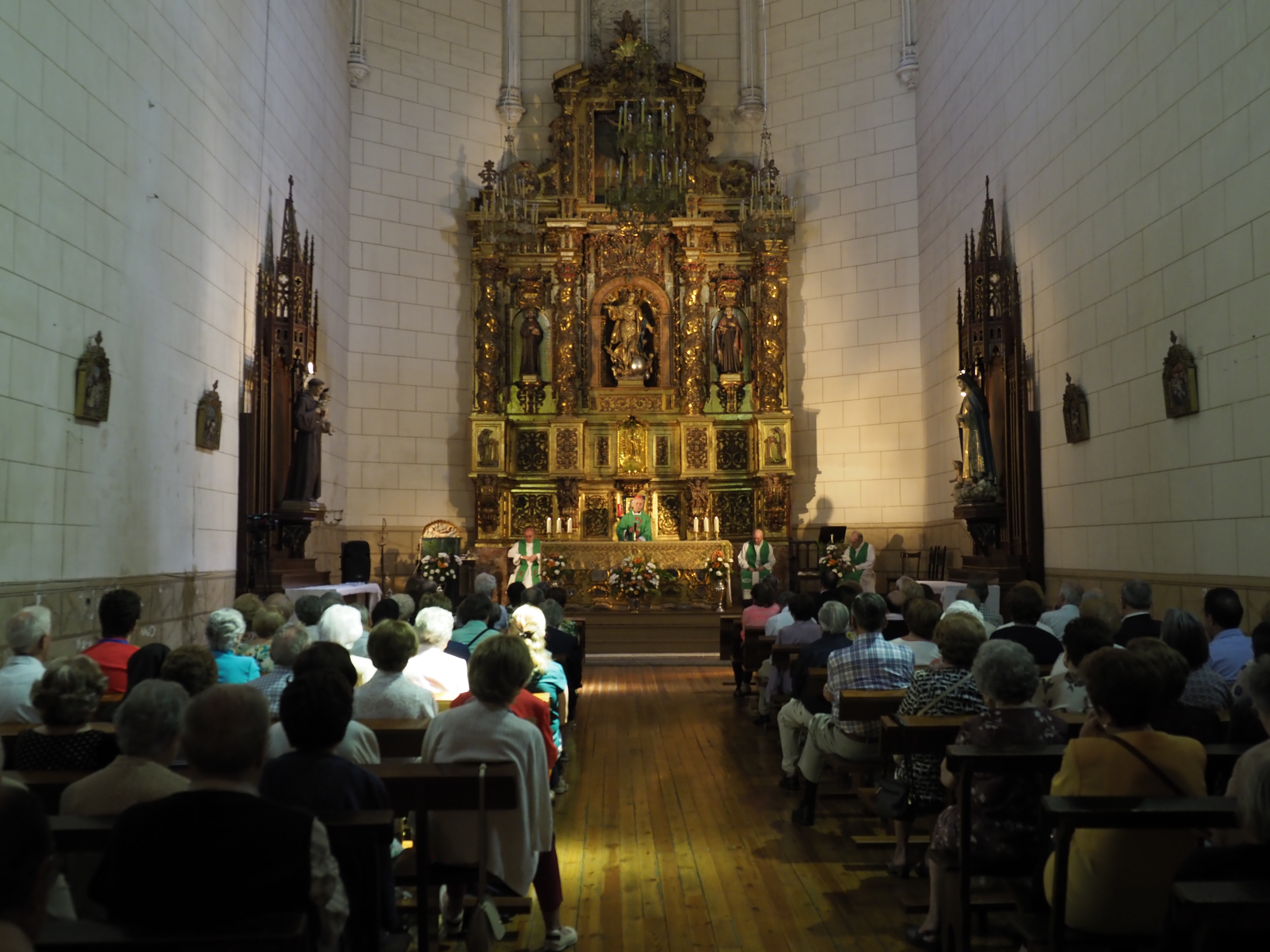
Interior de la iglesia. Se aprecia el revestimiento de los muros imitando sillería.

 La planta es rectangular, de una sola nave con cabecera poligonal, lo que se conoce como «iglesia cajón», propia de las órdenes mendicantes. Está dividida en tres tramos (incluido el presbiterio), siendo más corto el tramo central. Los arcos son ligeramente apuntados y apoyan sobre ménsulas con cabezas de ángeles. Las tres bóvedas de los tramos son de crucería estrellada con nervios muy finos que descansan sobre ménsulas; son de diferente trazado. El templo recibe la luz a través de unos vanos sencillos de arco de medio punto.
No se conserva el retablo que patrocinó Fernando de Figueroa ni tampoco el enterramiento de Antonia de Figueroa que describió en su historia Antolínez de Burgos y que se encontraba en un nicho del muro del Evangelio.
El coro a los pies se cierra con un antepecho de yesería formado por pilastras y celosías de tema geométrico de herencia mudéjar. Hay una inscripción con la parte final arruinada que dice «Esta obra y monesterio de Nuestra Señora hicieron Juan de Figeroa regydor y do ... [sic]», se supone que estaría escrito el nombre de su esposa.